# Operazioni con i limiti
In analisi matematica, le operazioni con i limiti sono delle operazioni volte a calcolare il limite di un oggetto (solitamente una successione o funzione) a partire dal limite di oggetti più semplici, tramite operazioni aritmetiche come somma e prodotto.

## Operazioni con i limiti di funzione
Siano:
{\displaystyle f:X_{f}\subseteq \mathbb {R} \to \mathbb {R} \qquad g:X_{g}\subseteq \mathbb {R} \to \mathbb {R} }
due funzioni definite su domini {\displaystyle X_{f},X_{g}} non disgiunti, e sia {\displaystyle x_{0}} un punto di accumulazione per {\displaystyle X_{f}\cap X_{g}}.
Se esistono i limiti:
{\displaystyle \lim _{x\to x_{0}}f(x)=l_{1}\quad \lim _{x\to x_{0}}g(x)=l_{2}}
allora:
- {\displaystyle \lim _{x\to x_{0}}(c\cdot f(x))=c\cdot l_{1}\qquad c\in \mathbb {R} }
- {\displaystyle \lim _{x\to x_{0}}(f(x)\pm g(x))=l_{1}\pm l_{2}}
- {\displaystyle \lim _{x\to x_{0}}(f(x)\cdot g(x))=l_{1}\cdot l_{2}}
- {\displaystyle \lim _{x\to x_{0}}{1 \over f(x)}={1 \over l_{1}}\qquad {\mbox{se }}l_{1}\neq 0}
- {\displaystyle \lim _{x\to x_{0}}{f(x) \over g(x)}={l_{1} \over l_{2}}\qquad {\mbox{se }}l_{2}\neq 0}

Nei due ultimi punti, le frazioni si intendono definite solo dove il denominatore è non nullo.

### Dimostrazione
Preso:
{\displaystyle \left|f(x)-l_{1}\right|<\epsilon }
si ottiene direttamente:
{\displaystyle c\cdot \left|f(x)-l_{1}\right|<c\cdot \epsilon \to \left|c\cdot f(x)-c\cdot l_{1}\right|<c\cdot \epsilon }
a questo punto il teorema è dimostrato perché concorda con la definizione di limite.
Presi:
{\displaystyle \left|f(x)-l_{1}\right|<\epsilon } e {\displaystyle \left|g(x)-l_{2}\right|<\epsilon }
dall'espressione:
{\displaystyle \left|f(x)\pm g(x)-\left(l_{1}\pm l_{2}\right)\right|}
per la disuguaglianza triangolare si ottiene:
{\displaystyle \left|f(x)\pm g(x)-\left(l_{1}\pm l_{2}\right)\right|<\left|f(x)-l_{1}\right|+\left|g(x)-l_{2}\right|}
{\displaystyle \left|f(x)\pm g(x)-\left(l_{1}\pm l_{2}\right)\right|<2\cdot \epsilon }
a questo punto il teorema è dimostrato perché concorda con la definizione di limite.
Preso:
{\displaystyle f(x)\cdot g(x)-l_{1}\cdot l_{2}}
aggiungendo e togliendo {\displaystyle g(x)\cdot l_{1}} si ottiene:
{\displaystyle g(x)\cdot \left(f(x)-l_{1}\right)+l_{1}\cdot \left(g(x)-l_{2}\right)}
posti:
{\displaystyle \left|f(x)-l_{1}\right|<\epsilon } e {\displaystyle \left|g(x)-l_{2}\right|<\epsilon }

## Operazioni sulla retta estesa
Alcune delle uguaglianze elencate sono estendibili ai casi in cui {\displaystyle l_{1}} e/o {\displaystyle l_{2}} sia infinito. Ad esempio, se {\displaystyle l_{1}=\pm \infty } e {\displaystyle l_{2}} è finito, valgono le relazioni seguenti:
- {\displaystyle f(x)\to \pm \infty ,\,c>0\to \lim _{x\to x_{0}}(c\cdot f(x))=\pm \infty }
- {\displaystyle f(x)\to \pm \infty ,\,c<0\to \lim _{x\to x_{0}}(c\cdot f(x))=\mp \infty }
- {\displaystyle f(x)\to \pm \infty \to \lim _{x\to x_{0}}(f(x)+g(x))=\pm \infty }
- {\displaystyle f(x)\to \pm \infty \to \lim _{x\to x_{0}}(f(x)-g(x))=\pm \infty }
- {\displaystyle f(x)\to \pm \infty \to \lim _{x\to x_{0}}{\frac {1}{f(x)}}=0^{\pm }}
- {\displaystyle f(x)\to 0^{\pm }\to \lim _{x\to x_{0}}{\frac {1}{f(x)}}=\pm \infty }
- {\displaystyle f(x)\to \pm \infty ,\,l>0\to \lim _{x\to x_{0}}(g(x)\cdot f(x))=\pm \infty }
- {\displaystyle f(x)\to \pm \infty ,\,l<0\to \lim _{x\to x_{0}}(g(x)\cdot f(x))=\mp \infty }

Questo fatto giustifica l'utilizzo di scritture come:
- {\displaystyle l\cdot \pm \infty =\pm \infty } (se {\displaystyle l>0} )
- {\displaystyle \pm \infty +l=\pm \infty }
- {\displaystyle +\infty +\infty =+\infty }
- {\displaystyle +\infty \cdot \pm \infty =\pm \infty } (seguendo la regola dei segni convenzionale)
- {\displaystyle {\frac {l}{\pm \infty }}=0^{\pm }} (se {\displaystyle l>0} )

### Forme indeterminate
Una forma indeterminata è invece un caso in cui non è possibile ricavare il limite della funzione composta dai limiti di ciascuna singola funzione. Questo accade in presenza di espressioni del tipo:
{\displaystyle +\infty -\infty \qquad 0\cdot \pm \infty \qquad {\frac {\pm \infty }{\pm \infty }}\qquad {\frac {0}{0}}}